# Tombe du Christ de Shingō
Pour les articles homonymes, voir Jésus et Jésus (homonymie).
La tombe du Christ de Shingō est une attraction touristique et un lieu de culte situé dans la ville de Shingō (新郷村, Shingō-mura) au Japon. Le site comporte deux tombes surmontées d'une croix et se trouve au sommet d'une colline.
Le récit légendaire issu des Manuscrits Takenouchi indique qu'il s'agirait de la tombe de Daitenku Taro Jurai, l'identité sous laquelle se serait caché Jésus-Christ après avoir échappé à la crucifixion. Cette tradition locale tire son origine d'une reconstruction théologique shintoïste visant à intégrer des éléments du christianisme, ceci afin de soutenir le développement de l'identité nationale japonaise dans l’entre-deux-guerres.
Depuis 1964, un « festival du Christ » s'y tient annuellement. La zone touristique comporte également un musée. Le site attire chaque année entre 10 000 et 30 000 Japonais.

## Histoire

### Récit légendaire
Selon le récit issu des Manuscrits Takenouchi et du Testament de Jésus-Christ, Jésus de Nazareth aurait quitté ses parents à 14 ans pour voyager vers l'Inde et y recevoir des enseignements bouddhiques. Il y aurait été initié aux « connaissances les plus secrètes » par un ermite, qui lui aurait ensuite conseillé d’achever sa formation au Japon.
En l'an 18 av. J.-C., il aurait atteint les côtes japonaises sur la plage de Hodatsu, à Noto (préfecture d’Ishikawa), à l'âge de 21 ans. Il se serait rendu à Toyama, dans le sanctuaire Koso Kotai, afin d'y étudier pendant 11 ans aux côtés d'un prêtre shinto, « grand maître du mont Fuji », et d'autres religieux. Il y aurait appris l’astronomie, l’écriture japonaise, la religion, l’histoire ou encore la magie de haut niveau : il serait ainsi parvenu à accomplir vingt des 50 miracles que l’on trouverait dans les manuels magiques, dont « l’art de la guérison, de se rendre invisible, de monter et descendre d’un seul bond sur un grand arbre, de marcher sur l’eau ou encore de purifier avec la flamme d’une bougie ». Il se serait également instruit de l’art ninja pour fortifier son âme et son corps aux limites extrêmes de la résistance.
En l’an 13, Jésus aurait décidé de retourner sur sa terre natale. L’empereur légendaire Suinin-tenno lui aurait alors offert une fleur de chrysanthème : c'est ce symbole impérial, par la suite déformé, qui serait à l'origine de l’emblème du roi des Juifs. L'empereur aurait aussi ordonné à Jésus de « ne pas perdre la vie avant de retourner au Japon ».
Jésus serait ainsi retourné en Judée à l'âge de 33 ans, en passant, selon les versions, par Monaco, le Maroc ou encore la côte italienne. Ayant prêché la vérité, multiplié les miracles et provoqué la colère de ses compatriotes, il aurait été reconnu coupable d’hérésie pour avoir dévoilé le caractère sacré du Japon. La légende reprend ensuite des éléments de la théorie de l'évanouissement : les Romains, par confusion sur les noms, auraient arrêté et crucifié le frère cadet de Jésus, Isukiri (Jacques, selon Whelan), tandis que Jésus lui-même aurait embarqué sur un navire en emportant l'oreille tranchée de son frère crucifié et une mèche de cheveux de sa mère, Marie.

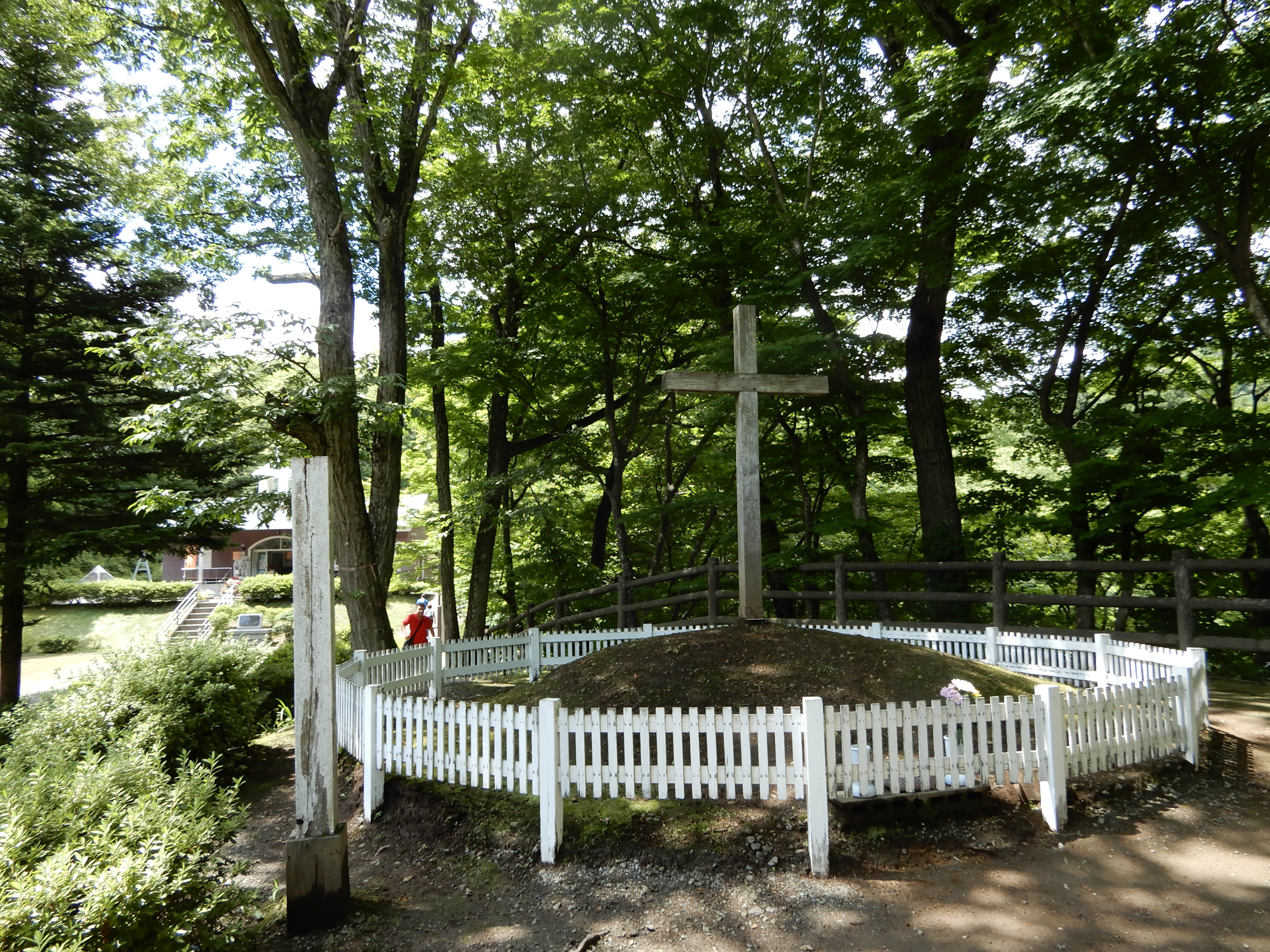
Tombe où seraient inhumées l’oreille du frère du Christ et la mèche de cheveux de sa mère.

Durant son voyage de retour, qui aurait duré quatre ans, il aurait subi nombre d’épreuves et de souffrances, en passant par la Scandinavie, l’Afrique, l’Asie centrale, la Chine, la Sibérie et enfin l'Alaska. Il aurait ensuite accosté à Hachinohe, puis se serait arrêté à Shingō, alors nommée Herai, le 26 février de l’an 5, à l'âge de 41 ans. Il y aurait pris un nouveau nom, Torai Taro Daitengu (十来太郎大天空) et se serait consacré à la culture du riz et de l’ail. Il aurait épousé une Japonaise, Miyuko, avec qui il aurait eu trois filles. Il y aurait vécu jusqu'à l'âge de 106 ans, avant de mourir de causes naturelles. À son décès, ses disciples auraient exposé son corps pendant quatre ans, puis l’auraient inhumé dans une première tombe, tandis que l'oreille tranchée de son frère Isukiri et la mèche de cheveux de Marie auraient été enterrées dans une seconde.
Le père de Takenouchi no Sukune, personnage semi-légendaire, aurait instruit Jésus et, à son retour, aurait rédigé la première version des Manuscrits de Takenouchi.

### Contexte

#### XIXesiècle
Le contexte de la découverte de cette tombe est lié à celle des Manuscrits Takenouchi, des textes peut-être anciens dévoilés en 1893 ou 1894 au sein du Koso Kotai Jingu (Autel des Ancêtres Impériaux) au village de Shinmei (Toyama). Cette découverte se fait elle même dans le cadre de la fondation d'un nouveau culte, l'Amatsukyo dont Koma Takenouchi est membre fondateur. Les enseignements de ce culte se concentrent sur la lecture de ces textes dits apocryphes qui auraient été retranscrits en japonais 1 500 ans auparavant.
La prétendue découverte doit également se faire à la lumière de la relation au  christianisme du Japon où l'interdiction de cette religion est levée en 1873. En 1880, 30 000 japonais sont baptisés et ces chiffres continuent d'augmenter rapidement. Le principal problème dans ce nouveau syncrétisme est de parvenir à lier l'identité japonaise à la foi chrétienne. La recherche d'une tombe du Christ en territoire japonais répond directement au besoin de construire un récit qui parvienne à concilier la culture japonaise et chrétienne.
Les différents missionnaires chrétiens parvenus au Japon dans le courant du XIXe siècle étudient les moyens à disposition pour parvenir à mieux accomplir leur mission et baptiser la population. Des rapprochements étymologiques sont tentés avec l'hébreu, en supposant que la nation japonaise serait l'une des tribus perdues d'Israël. Oyabe Zen'ichiro (1847-1941) tente notamment de rapprocher le culte shintoïste des cultes judéo-chrétiens dans cette période où l'identité japonaise est traversée par l'impérialisme et le nationalisme du régime. L'intérêt porté au village de Shingo coïncide avec ce syncrétisme chrétien.
Shingo représente en quelque sorte la « ville d'origine du Christ » selon le prisme de ce syncrétisme. La culture locale est censée fournir des preuves du lien ancien avec le christianisme dans certaines coutumes : traditionnellement, des croix seraient tracées sur le front des nouveau-nés, des étoiles de David sur les vêtements, les nourrissons dormaient dans des paniers tressés en rond comme en Terre sainte et les adultes s’habillaient dans des costumes évoquant ceux des lévites et des prêtres juifs. La véracité de ces prétendues preuves n'a toutefois jamais été démontrée. Christal Whelan émet l'hypothèse que s'il persiste effectivement des coutumes chrétiennes, elles proviennent du XVIIe siècle et ces tombes pourraient en réalité être celles d'un missionnaire localement apprécié qui aurait trouvé refuge à Shingo sous une nouvelle identité afin d'échapper à la persécution des chrétiens promulguée par Toyotomi Hideyoshi,.

#### XXesiècle
La découverte et surtout sa promotion dans l’entre-deux guerres résonne avec l’idéologie expansionniste et totalitaire de la faction nommée « voie impériale » (Kodoha) qui est active au sein de l’armée japonaise. Lorsque Hirohito devient empereur, on compte près de 10 000 adeptes de la secte Amatsukyo qui dispose d’un poids politique important. Mais elle finira par être interdite, le fondateur Takenouchi arrêté et le sanctuaire sera rasé.

### Construction de la légende

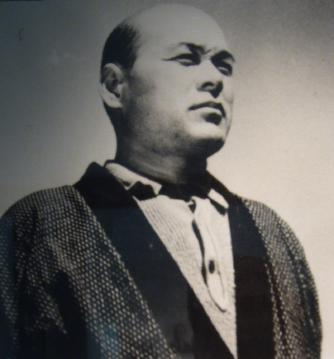
Portrait de Sanjiro Sawaguchi (1897-1969), chef de famille Sawaguchi qui prétend être un descendant direct de Jésus Christ.

D’après Philippe Delorme, la mystification prend ses origines au début des années 1930. Le maire de Shingo, Denjiro Sasaki, tente d’attirer des visiteurs dans sa ville qui n’a pas eu la chance d’être intégrée dans le parc national du Lac Towada. Il s’associe alors à deux experts « de l’histoire mystérieuse » : Katsutoki Sakai (酒井勝軍) et Toya Banzan (鳥谷播山). Sakai est un ex-missionnaire chrétien pyramidologue et Toya un cinéaste spécialisé dans les reportages d’archéologie fantastique.
Venus chercher des pyramides, ils en trouveront une sur le site d’Oishigami, en réalité une divinité shinto appelé « Grand Dieu Caillou ». Afin d’authentifier leur « découverte », ils font appel à Kiyomaro Takenouchi (1874-1965), un prêtre shintoïste de la préfecture d'Ibaraki qui déclare avoir des pouvoirs oraculaires, et membre fondateur de l'Amatsukyo,. Ce dernier dispose d’une collection apocryphe de « trésors sacrés » qui sont un ensemble de textes écrit essentiellement par lui ainsi que des archives familiales qu’il prétend être anciennes au point de décrire « des faits survenus il y a plus de trois cents milliards d’années ». Cet ensemble est nommé « Chronique de toutes les nations à l’ère divine » (Kamiyo no bankoku shi) et est conservé au temple du Koso Kotai Jingu, à Isohara.
Le 10 octobre 1935, il remarque deux tombes anciennes anonymes dans le cimetière de la famille Sawaguchi. Selon la version touristique, il fait cette découverte aux côtés de Toya Banzan, le 26 mai 1935. Dans une autre version, ils sont guidés par le maire de la ville, Denjiro Sasaki, qui a l'espoir de faire de sa ville une destination touristique.
Lorsque Takenouchi rentre chez lui après la découvert des tombes il exhume de sa collection les Manuscrits Takenouchi, censés mentionner l’histoire de Jésus Christ, ainsi que le testament de ce dernier. Et il remarque qu'Herai (l'ancien nom de la ville de Shingo) est proche du mot japonais Heburai (signifiant Hébreux). En réalité, le nom du village trouve pour origine sa fondation en 861 après J.-C. par une tribu d'éleveurs (he désigne la porte d'un enclos à bétail et rai un nombre ordinal, soit littéralement dixième porte). Mais c’est le début d’un millefeuille argumentatif où un certain nombre d’arguments infondés sont ajoutés au gré des articles de journaux et des reportages locaux. Rapidement après le départ de Takenouchi de Shingō, les deux tombes mystérieuses sont déclarées être celles de Jésus Christ et de son frère inconnu.
En 1939, l'écrivain Naki Teiichi publie un livre Jésus était-il japonais ? et un film documentaire est également produit. Cependant, le récit peine à prendre son essor dans le contexte de la Seconde Guerre mondiale. Ce n'est qu'après l'essor de l'occultisme, dans les années 1960 et 1970, que Shingo commence à attirer un public. Un article de presse japonaise dresse en 1973 un tableau humoristique de la légende sous un angle sceptique. Le folklore local se développe en un phénomène culturel sans y fonder une réelle croyance locale.
En lien direct avec cette légende, une famille locale, les Sawaguchi, se proclame descendante directe de Jésus-Christ. Toutefois, cette affirmation n'est plus clairement admise au sein de la famille comme le révèle une interview pour ABC Australia en 1998. Toyoji Sawaguchi se déclare incertain sur ses origines, indiquant que c'est surtout son père, Sanjiro, qui prétend détenir cette ascendance. Le fait qu'il ait des yeux bleus semble alors un argument convaincant de son lignage étranger. Dans son interview, Toyoji indique que le terrain appartient à la famille de longue date et que la tradition familiale veut que cette tombe appartienne à un grand homme dont l'origine leur est alors initialement inconnue.

## Lieu touristique

### Christ Village Park

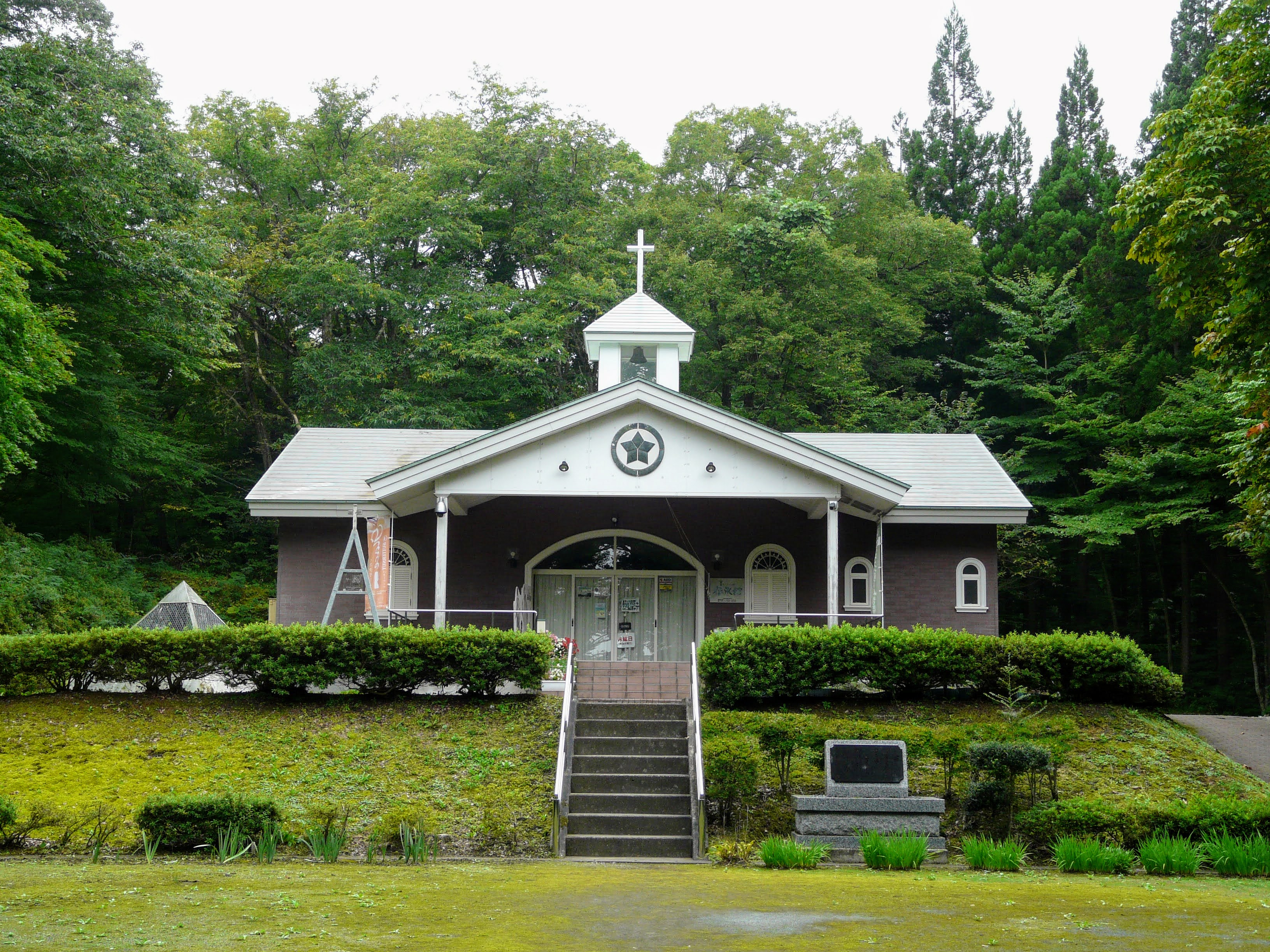
Bâtiment du musée de Christ Village Park.

Le Christ Village Park est le nom du site touristique qui accueille les différentes attractivités touristiques qui entourent la Tombe du Christ de Shingo. La tombe de Jésus Christ (Ishikiri) se situe au sommet d'une colline à l'écart de la ville de Shingō au côté d'une seconde tombe. Les deux monticules sont surmontés d'une croix. Le monticule situé à droite serait la tombe de Jésus, tandis que celui de gauche correspondrait à celle de son frère, vide à l'exception de l'oreille tranchée et de la mèche de cheveux de leur mère,.

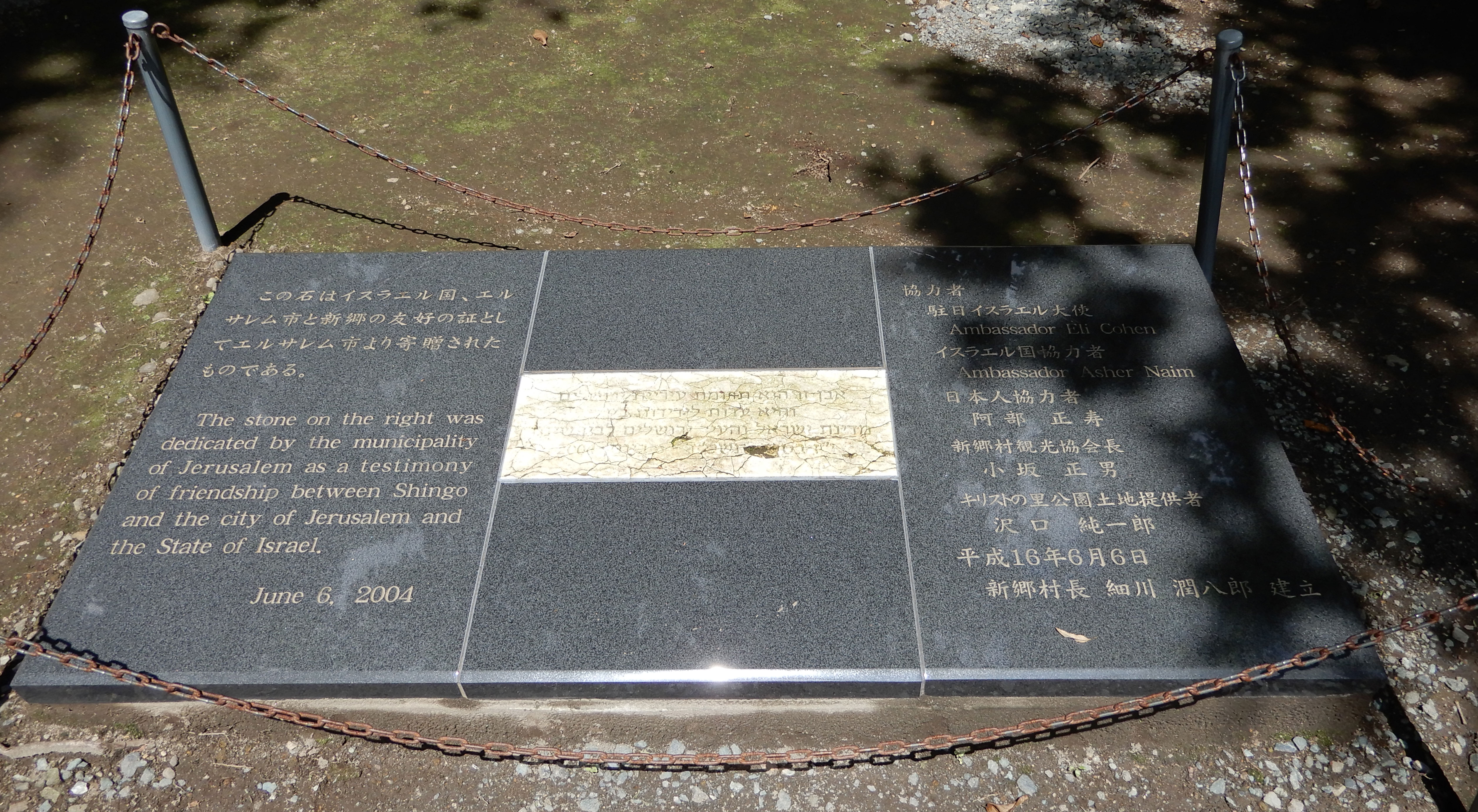
Pierre commémorative de l'amitié entre la ville de Shingo et Jérusalem.

Le musée de la Légende du Christ (Den Syou Kan) est construit en 1995. Il y présente notamment une portion retranscrite des Manuscrits de Takeuchi ainsi que les traditions locales, des objets archéologiques retrouvés dans la région et différents documents sur lesquels s'appuient la légende.
Une plaque commémorative en caractères hébraïques, offerte par la ville de Jérusalem en 2004 par l'intermédiaire d'Eli Cohen (en), ambassadeur d'Israël, témoigne « de l’amitié entre l’État d’Israël, la ville de Jérusalem et Shingo ». La plaque se trouve entre les tombes.
L'endroit attire entre 10 000 à 30 000 visiteurs chaque année. Le site est considéré comme le plus important site touristique de sa région.

### Kirisuto Matsuri
Depuis 1964, la ville de Shingo organise un festival annuel dédié à Jésus au printemps et célébré par un prêtre shinto, le Kirisuto Matsuri (« Festival du Christ »). Les femmes vêtues de kimono dansent et chantent autour des deux tombes en prononçant des paroles en langue indéterminée : « Na Nya Do Ya Ra, Na Nya Do Na Sa Re No ». Bien qu’incomprises, les gardiens locaux de la légende affirment que « Nasareno » évoque une filiation avec l’hébreu « Nazaréen ». Mais selon Philippe Delorme « les linguistes sérieux y devinent les échos de quelque chanson paillarde aujourd’hui oubliée… »
Le festival tire son origine du prêtre local, soutenu par l'association commerciale du village, et est aujourd'hui organisé par l'office du tourisme de Shingo le premier dimanche de juin. Le maire ainsi que différentes figures locales y jouent un rôle cérémoniel.
Bien que reposant sur une légende à l'historicité douteuse, la tenue annuelle de ce festival parvient à jouer un rôle majeur dans la préservation des traditions folkloriques du village avec des retombées commerciales non négligeables. Il accorde une place centrale aux arts locaux comme le Tanaka Shishi-mai (une danse du lion), et le Nanyadoyara dont l'origine provient d'une tradition transmise dans le sud d'Aomori. Il se termine par un concours de poésie, puis des libations et enfin un repas convivial.

## Historicité
L'authenticité du récit n'est pas soutenue[pas clair] localement. Cette légende est généralement perçue comme une curiosité ou un canular sophistiqué qui met en lumière plusieurs facteurs : les influences extérieures, des fondements historiques douteux et le désir de revitaliser une localité. En 2006, un projet de fouilles archéologiques intégrant des analyses génétiques des éventuelles sépultures et ossements est proposée au musée, actuel propriétaire du terrain, mais le projet est abandonné en raison de l'opposition locale qui souhaite « préserver le mystère et maintenir la légende vivante ».
Les données historiques sur lesquelles repose la légende proviennent principalement des Manuscrits de Takenouchi ainsi que l'hypothétique testament de Jésus Christ lié à la famille Sawaguchi et retrouvé dans la collection de Kiyomaro Takenouchi,. L'authenticité du testament est rapidement écartée par la présence invraisemblable de la signature : Isukirisu Kurisumasu (Jésus de Noël). Les Manuscrits de Takeuchi sont considérés comme une création attribuée à Kiyomaro Takenouchi, l'un des hommes à l'origine de la prétendue découverte du tombeau.
Les documents de Takenouchi font partie d'une collection de textes prétendument antiques qui servent de textes sacrés pour le culte Amatsukyo. Cependant, ils remettent en question de nombreux fondements de l'histoire du Japon. Ces manuscrits proviendraient d'un autel gardé secret depuis 2 000 ans, depuis que son premier prêtre nommé Takenouchi Matori aurait retranscrit les documents en kanji et kana. Cette affirmation repousse de huit siècles l'histoire du Japon issue des kojiki et nihon shoki.
Les partisans de l'authenticité de ce manuscrit l'utilisent comme preuve de l'hégémonie japonaise sur les civilisations, considérant que le Japon est la source de toutes les civilisations. Le texte, et le culte d'Amatsukyo, reprennent l'idée que tous les grands chefs religieux du monde se sont rendus au Japon pour étudier.
Une portion du texte est exposée au sein du musée de la Légende du Christ (Den Syou Kan). Il s'agit d'une version moderne rédigée en 1995 par Wado Kosaka (1947-2002) qui se déclare « cosmoarchéologue ». Wado Kosako est également célèbre, dans les années 70, lorsqu'il prétend contacter un OVNI en direct à la télévision. Il prétend que les documents de Takenouchi ne retracent pas seulement la venue de Jésus au Japon, mais aussi d'ancêtres venus de l'espace. Le problème de cette traduction, c'est que les documents originaux sont confisqués dès 1936 par le gouvernement de l'empire du Japon, qui accuse l'Amatsukyo de crime de lèse-majesté envers la famille impériale. Stockés dans un tribunal de Tokyo, les documents auraient été détruits lors des bombardements de la ville par les États-Unis de 1944.